# Сомерсет (Нью-Джерсі)
Сомерсет (англ. Somerset) — переписна місцевість (CDP) в США, в окрузі Сомерсет штату Нью-Джерсі. Населення — 22 968 осіб (2020).

## Географія
Сомерсет розташований за координатами 40°30′31″ пн. ш. 74°30′1″ зх. д. / 40.50861° пн. ш. 74.50028° зх. д. (40.508507, -74.500207).  За даними Бюро перепису населення США в 2010 році переписна місцевість мала площу 16,69 км², з яких 16,39 км² — суходіл та 0,30 км² — водойми.

## Демографія
Згідно з переписом 2010 року, у переписній місцевості мешкали 22 083 особи в 8594 домогосподарствах у складі 5548 родин. Густота населення становила 1323 особи/км².  Було 8883 помешкання (532/км²).
Расовий склад населення:
| - 47,0 % — білих - 28,9 % — чорних або афроамериканців - 17,6 % — азіатів - 0,2 % — корінних американців - 3,0 % — осіб інших рас |

До двох чи більше рас належало 3,3 %. Частка іспаномовних становила 9,5 % від усіх жителів.
За віковим діапазоном населення розподілялося таким чином: 20,3 % — особи молодші 18 років, 64,6 % — особи у віці 18—64 років, 15,1 % — особи у віці 65 років та старші. Медіана віку мешканця становила 39,8 року. На 100 осіб жіночої статі у переписній місцевості припадало 91,4 чоловіків;  на 100 жінок у віці від 18 років та старших — 87,2 чоловіків також старших 18 років.
Середній дохід на одне домашнє господарство  становив 105 933 долари США (медіана — 89 722), а середній дохід на одну сім'ю — 120 954 долари (медіана — 109 938). Медіана доходів становила 67 189 доларів для чоловіків та 54 631 долар для жінок. За межею бідності перебувало 4,5 % осіб, у тому числі 3,4 % дітей у віці до 18 років та 8,1 % осіб у віці 65 років та старших.
Цивільне працевлаштоване населення становило 12 492 особи. Основні галузі зайнятості: освіта, охорона здоров'я та соціальна допомога — 26,4 %, науковці, спеціалісти, менеджери — 17,4 %, фінанси, страхування та нерухомість — 9,7 %, виробництво — 9,4 %.